# Steven Cree
Steven Cree, (n. 29 de febrero de 1980) es un actor escocés conocido por haber interpretado a Vince Ryder en la serie Lip Service.

## Carrera
En el 2007 apareció como invitado en la serie médica Doctors donde dio vida a Ryan Green. Anteriormente había aparecido por primera vez en la serie en el 2002 donde interpretó a Kenny Frazier durante el episodio "Fit".
En el 2010 se unió al elenco de la serie Lip Service donde interpretó a Vince Ryder, hasta el final de la serie en el 2012.
En el 2012 apareció como invitada en un episodio de la serie médica Holby City donde interpretó a Tasha Cairncross
Ese mismo año apareció como invitado en un episodio de la serie Vera donde interpretó al soldado Vince Grafton e interpretó al guardia Matai en la película John Carter protagonizada por Taylor Kitsch. Prestó su voz para el personaje del joven Macintosh en la película Brave.
En el 2014 obtuvo un pequeño papel en la película Maleficent donde interpretó a un capataz. También obtuvo un pequeño papel en la película 300: Rise of an Empire donde interpretó a un griego decapitado.
En el 2015 se unió al elenco recurrente de la nueva serie Outlander donde interpretará a Ian Murray, el esposo de Jenny Fraser (Laura Donnelly) y mejor amigo de Jamie Fraser (Sam Heughan).
Ese mismo año apareció en un episodio de la segunda temporada de la serie The Musketeers donde interpretó a Levesque, el corrupto esposo de Eleanor (Emma Hamilton), la media hermana del mosquetero Porthos.
En agosto de 2019 fue seleccionado para interpretar al personaje llamado Gallowglass en la segunda temporada de la serie A Discovery of Witches, basado en la saga del mismo nombre de la escritora Deborah Harkness .

## Filmografía

### Series de televisión
| Año             | Título                | Personaje      | Notas                                   |
| --------------- | --------------------- | -------------- | --------------------------------------- |
| 2015 - presente | Outlander             | Ian Murray     | 3 episodios                             |
| 2016            | Silent Witness        | DS. Rob McRae  | 2 episodios                             |
| 2015            | The Musketeers        | Levesque       | episodio # 2.8                          |
| 2014            | Shetland              | John Henderson | 2 episodios                             |
| 2013            | National Theatre Live | Lennox         | episodio "Macbeth"                      |
| 2012            | Vera                  | Vince Grafton  | episodio "Sandancers"                   |
| 2010 - 2012     | Lip Service           | Vince Ryder    | 8 episodios                             |
| 2010            | Misfits               | Tom            | episodio # 2.2                          |
| 2010            | Identity              | Joven Thacker  | episodio "Somewhere They Can't Find Me" |
| 2007            | Doctors               | Ryan Green     | episodio "Off the Edge"                 |
| 2007            | Silent Witness        | Mark Cowell    | episodio "Apocalypse: Part 2"           |
| 2006            | Dream Team            | Connor         | episodio "Pains, Gains & Automobiles"   |
| 2006            | Holby City            | David Harlam   | episodio "Honesty"                      |
| 2003            | Bad Girls             | Josh           | episodio # 5.13                         |
| 2001            | G Force               | Gerry          | episodio "G4ce"                         |

### Películas
| Año  | Título                  | Personaje          | Notas |
| ---- | ----------------------- | ------------------ | --- |
| 2018 | Outlaw King             | Christopher Seton  | junto a Chris Pine, Aaron Johnson, Florence Pugh, Tony Curran, Stephen Dillane, Billy Howle, Callan Mulvey          |
| 2015 | Swung                   | Mike               | junto a Elizabeth McGovern, Elena Anaya, David Elliot, Owen McDonnell & Gareth Morrison                             |
| 2015 | 51 Degrees North        | Michael Burlington | junto a Moritz von Zeddelmann, Dolly-Ann Osterloh, Steve Nallon & Jamie Doyle                                       |
| 2015 | Legacy                  | Damian             | junto a Akshay Kumar, Alex Lanipekun, Olivia Chenery & Tom Davis                                                    |
| 2014 | Maleficent              | Capataz            | junto a Angelina Jolie, Elle Fanning, Sharlto Copley & Lesley Manville                                              |
| 2014 | 300: Rise of an Empire  | Soldado Griego     | junto a Sullivan Stapleton, Eva Green, Lena Headey, Hans Matheson & Callan Mulvey                                   |
| 2013 | Fish Love               | Matt               | corto - junto a Cara Horgan                                                                                         |
| 2012 | Brave                   | Joven Macintosh    | junto a Kelly Macdonald, Billy Connolly, Emma Thompson, Julie Walters, Robbie Coltrane & Kevin McKidd               |
| 2012 | John Carter             | Matai              | junto a Taylor Kitsch, Lynn Collins, Samantha Morton, Willem Dafoe, Thomas Haden Church, Mark Strong & Ciarán Hinds |
| 2011 | The Awakening           | Sargento Evans     | junto a Rebecca Hall, Dominic West, Imelda Staunton, Isaac Hempstead Wright, Shaun Dooley & Joseph Mawle            |
| 2009 | Vivaldi, the Red Priest | Antonio Vivaldi    | junto a James Jagger                                                                                                |

### Narrador
| Año  | Programa     | Notas                                    |
| ---- | ------------ | ---------------------------------------- |
| 2008 | Cutting Edge | episodio "Baby Bible Bashers" - narrador |

### Teatro
| Año | Obra    | Personaje      | Director     | Teatro            | Notas |
| --- | ------- | -------------- | ------------ | ----------------- | ----- |
| -   | Cabaret | Cliff Bradshaw | Rufus Norris | The Lyric Theatre | -     |